# WHL0137-LS
WHL0137-LS, anomenada tambe Earendel ("Estrella del matí" en anglès antic), és l'estrella solitària més llunyana a la Terra coneguda. Mitjançant el telescopi espacial Hubble, l'estrella va ser observada a través d'una lent gravitatòria. Es va determinar que tenia un desplaçament cap al roig de 6,2 ± 0,1. La llum de l'estrella es va emetre 900 milions d'anys després del big-bang i va trigar 12.900 milions d'anys a viatjar a la Terra. A causa de l'expansió de l'univers, el punt des del qual es va emetre la llum es troba ara a 28.000 milions d'anys llum de la Terra. Probablement era una estrella massiva, de més de 50 mases solars. A causa de la seva gran massa, probablement va explotar com una supernova pocs milions d'anys després de nàixer.

## Nom
L'estrella WHL0137-LS va ser sobrenomenada Earendel (derivat de l'anglès antic per "Morning Star", o "Rising Light") pels descobridors. Eàrendil també és el nom d'un personatge mig elf del llibre de J. R. R. Tolkien El Silmaríl·lion, que va viatjar pel cel amb una joia lluminossa que pels habitants de la Terra Mitjana semblava brillant com una estrella. L'astrònoma de la NASA Michelle Thaller va confirmar que la referència a Tolkien és intencionada.